# Coppa di Germania (hockey su pista)
La Coppa di Germania di hockey su pista (te.: Deutsche Pokalsieger) è il secondo torneo in ordine di importanza, dopo il campionato tedesco di hockey su pista, istituito ed organizzato dalla Federazione di pattinaggio della Germania.
La squadra che vanta il maggior numero di coppe vinte è il Cronenberg con 11 (l'ultima nel 2018-19), a seguire vi è l'Iserlohn con 6 (l'ultima nel 2012-13).

## Formula
Il torneo prevede la disputa di un turno di qualificazione, ottavi di finale, quarti di finale e semifinali con la formula dell'eliminazione diretta tramite partite di sola andata disputata generalmente in casa della squadra peggio classificata in campionato o di categoria inferiore durante la stagione precedente.
Le vincenti delle semifinali disputano la finale per l'assegnazione del torneo con la formula della gara di andata e ritorno.

## Albo d'oro
| Edizione        | Campione               | Finalista              | Finale                 | Finale                       |
| Edizione        | Campione               | Finalista              | Punteggio              | Sede                         |
| 1986 (1ª)       | Darmstadt              | Walsum                 | 7-4 • 10-6             | Darmstadt • Duisburg         |
| 1987 (2ª)       | Mönchengladbach        | Cronenberg             | 4-4                    | Mönchengladbach              |
| 1988 (3ª)       | Mönchengladbach        | Düsseldorf Nord        | 2-5 • 4-0              | Mönchengladbach • Düsseldorf |
| 1989 (4ª)       | Darmstadt              | Remscheid              | 11-4 • 8-7             | Darmstadt • Remscheid        |
| 1990 (5ª)       | Cronenberg             | Dortmund               | 7-1 • 7-4              | Wuppertal • Dortmund         |
| 1991            | Edizione non disputata | Edizione non disputata | Edizione non disputata | Edizione non disputata       |
| 1991-1992 (6ª)  | Cronenberg             | Mönchengladbach        | 5-4 • 5-4              | Mönchengladbach • Wuppertal  |
| 1992-1993 (7ª)  | Walsum                 | Weil                   | 8-4 • 4-7              | Duisburg • Weil am Rhein     |
| 1993-1994 (8ª)  | Walsum                 | Düsseldorf Nord        | 9-4 • 9-2              | Düsseldorf • Duisburg        |
| 1994-1995 (9ª)  | Weil                   | Walsum                 | 7-1 • 7-1              | Duisburg • Weil am Rhein     |
| 1995-1996 (10ª) | Walsum                 | Düsseldorf Nord        | 6-2 • 3-2              | Düsseldorf • Duisburg        |
| 1996-1997 (11ª) | Cronenberg             | Düsseldorf Nord        | 2-3 • 6-2              | Düsseldorf • Wuppertal       |
| 1997-1998 (12ª) | Weil                   | Cronenberg             | 3-3 • 7-4              | Wuppertal • Weil am Rhein    |
| 1998-1999 (13ª) | Cronenberg             | Darmstadt              | 12-5                   | Wuppertal                    |
| 1999-2000 (14ª) | Weil                   | ?                      | ?                      | ?                            |
| 2000-2001 (15ª) | Cronenberg             | Darmstadt              | 4-3 • 10-1             | Darmstadt • Wuppertal        |
| 2001-2002 (16ª) | Cronenberg             | Weil                   | 5-1 • 4-3              | Wuppertal • Weil am Rhein    |
| 2002-2003 (17ª) | Walsum                 | Weil                   | 2-3 • 5-1              | Weil am Rhein • Duisburg     |
| 2003-2004 (18ª) | Iserlohn               | Cronenberg             | 2-2 • 6-4              | Iserlohn • Wuppertal         |
| 2004-2005 (19ª) | Iserlohn               | Walsum                 | 3-2 • 2-1              | Iserlohn • Duisburg          |
| 2005-2006 (20ª) | Cronenberg             | Düsseldorf Nord        | 4-4 • 6-5              | Düsseldorf • Wuppertal       |
| 2006-2007 (21ª) | Germania Herringen     | Cronenberg             | 4-3 • 4-3              | Wuppertal • Hamm             |
| 2007-2008 (22ª) | Cronenberg             | Walsum                 | 8-3 • 3-5              | Wuppertal • Duisburg         |
| 2008-2009 (23ª) | Iserlohn               | Germania Herringen     | 1-1 • 2-1              | Hamm • Iserlohn              |
| 2009-2010 (24ª) | Cronenberg             | Walsum                 | 9-1 • 9-2              | Wuppertal • Duisburg         |
| 2010-2011 (25ª) | Iserlohn               | Remscheid              | 4-3 • 7-5              | Remscheid • Iserlohn         |
| 2011-2012 (26ª) | Iserlohn               | Cronenberg             | 3-2 • 3-1              | Wuppertal • Iserlohn         |
| 2012-2013 (27ª) | Iserlohn               | Germania Herringen     | 2-4 • 5-2              | Hamm • Iserlohn              |
| 2013-2014 (28ª) | Germania Herringen     | Iserlohn               | 4-1 • 8-1              | Iserlohn • Hamm              |
| 2014-2015 (29ª) | Cronenberg             | Germania Herringen     | 4-5 • 4-2              | Hamm • Wuppertal             |
| 2015-2016 (30ª) | Remscheid              | Germania Herringen     | 3-3 • 7-3              | Remscheid • Hamm             |
| 2016-2017 (31ª) | Germania Herringen     | Düsseldorf Nord        | 6-4 • 2-1              | Düsseldorf • Hamm            |
| 2017-2018 (32ª) | Germania Herringen     | Iserlohn               | 6-3 • 3-2              | Hamm • Iserlohn              |
| 2018-2019 (33ª) | Cronenberg             | Remscheid              | 5-5 • 5-4              | Wuppertal • Remscheid        |
| 2019-2021       | Edizioni non disputate | Edizioni non disputate | Edizioni non disputate | Edizioni non disputate       |
| 2021-2022 (34ª) | Germania Herringen     | Remscheid              | 5-0 • 4-3              | Hamm • Remscheid             |

### Edizioni vinte e perse per squadra
| Squadra            | Vittorie | Secondi posti | Anni vittorie                                                   | Anni secondi posti                 |
| ------------------ | -------- | ------------- | --------------------------------------------------------------- | ---------------------------------- |
| Cronenberg         | 11       | 5             | 1990, 1992, 1997, 1999, 2001, 2002, 2006, 2008, 2010, 2015 2019 | 1987, 1998, 2004, 2007, 2012       |
| Iserlohn           | 6        | 2             | 2004, 2005, 2009, 2011, 2012, 2013                              | 2014, 2018                         |
| Germania Herringen | 5        | 4             | 2007, 2014, 2017, 2018, 2022                                    | 2009, 2013, 2015, 2016             |
| Walsum             | 4        | 5             | 1993, 1994, 1996, 2003                                          | 1986, 1995, 2005, 2008, 2010       |
| Weil               | 3        | 3             | 1995, 1998, 2000                                                | 1993, 2002, 2003                   |
| Darmstadt          | 2        | 2             | 1986, 1989                                                      | 1999, 2001                         |
| Mönchengladbach    | 2        | 1             | 1987, 1988                                                      | 1992                               |
| Remscheid          | 1        | 3             | 2016                                                            | 1989, 2011, 2019                   |
| Düsseldorf Nord    | 0        | 6             |                                                                 | 1988, 1994, 1996, 1997, 2006, 2017 |
| Dortmund           | 0        | 1             |                                                                 | 1990                               |